# Czystość 2/3 (obraz Włodzimierza Maciejczyka)
Czystość 2/3 – obraz autorstwa polskiego artysty intermedialnego, Włodzimierza Maciejczyka. Dzieło stanowi część zestawu prac, który w 2023 roku zdobył I nagrodę na 2. Międzynarodowym Biennale Sztuki „Via Carpatia”. Obraz został wykonany techniką mieszaną, łączącą malarstwo olejne na desce z elementami rzeźbiarskimi z masy modelującej. 

## Geneza i kontekst

### Biennale sztuki „Via Carpatia 2”
Obraz został zaprezentowany w ramach 2. edycji Międzynarodowego Biennale Sztuki „Via Carpatia”, które odbyło się w 2023 roku. Jest to konkurs skierowany do artystów poniżej 45. roku życia, pochodzących z krajów leżących na szlaku Via Carpatia, od Litwy po Grecję. Celem biennale jest prezentacja młodej sztuki z regionu Europy Środkowo-Wschodniej. W drugiej edycji konkursu wzięło udział 668 artystów z 12 państw, co podkreśla rangę i konkurencyjność wydarzenia. Tematem przewodnim edycji był wiersz Czesława Miłosza „Piosenka o końcu świata”. Wystawa pokonkursowa odbyła się w Galerii IMO w Starym Sączu.

### Nagrodzony zestaw prac
Zgodnie z oficjalnym werdyktem jury, Włodzimierz Maciejczyk otrzymał I nagrodę „za zestaw prac: 1/3 Piękność; 2/3 Czystość”. Obraz Czystość 2/3 został doceniony jako integralna część większej całości, która wspólnie z pracą Piękność 1/3 tworzyła spójną wypowiedź artystyczną. Jury doceniło, iż Maciejczyk, „operując świetnym warsztatem malarskim, podważa estetyczność oraz bada granice między pięknem, odrażającym realizmem i kiczem”. Zaczyna dyskusję „z problemami komercjalizacji i fetyszyzacji sztuki”,  w wyzywający sposób pyta „o sens ulegania mechanizmom rynkowym i instynktom, ale też zadawania cierpienia poprzez bezrefleksyjne zaspokajanie zmysłów.”

## Opis i analiza

### Technika i materiał

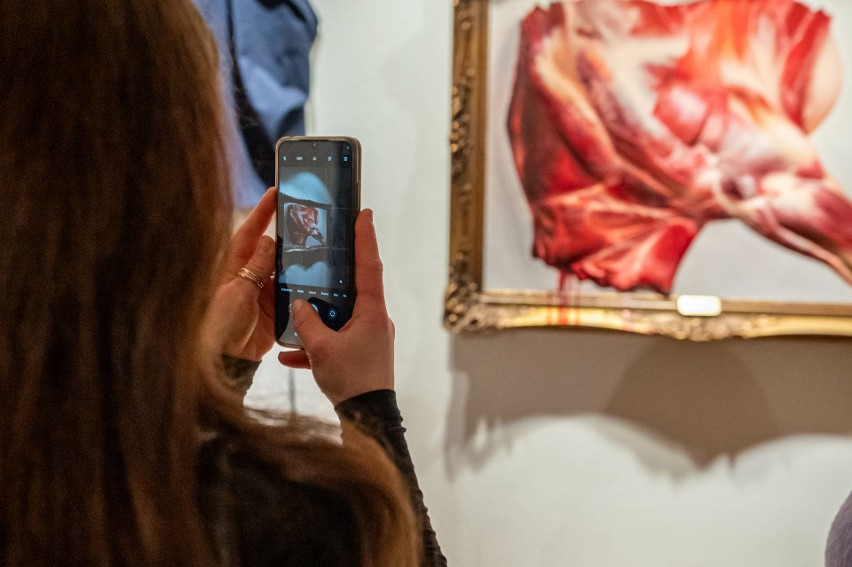
Widok z wystawy ME:T Włodzimierza Maciejczyka

Dzieło łączy tradycyjną technikę malarstwa olejnego na płótnie z trójwymiarowym elementem wykonanym z masy modelującej. Taki dobór mediów jest charakterystyczny dla twórczości Włodzimierza Maciejczyka, który w swojej praktyce artystycznej często zaciera granice między dyscyplinami, tworząc interdyscyplinarne instalacje łączące malarstwo z rzeźbą.

### Interpretacje krytyczne
Prace Maciejczyka prezentowane na biennale spotkały się z zainteresowaniem krytyków. W recenzji dla magazynu Contemporary Lynx zwrócono uwagę, że twórczość artysty odnosi się krytycznie do „dominacji technologii cyfrowych i masowej industrializacji, także w sferze sztuki”. Recenzent wprost stwierdził, że w pracach Maciejczyka sztuka „jest wystawiona na sprzedaż jak kawałki surowego mięsa, które maluje”.
Ta interpretacja jest spójna z ogólnymi zainteresowaniami artysty, który w swojej twórczości porusza problem „komercjalizacji sztuki”. Motyw mięsa jako symbolu pojawia się również w innych jego projektach, takich jak wystawa indywidualna „ME:T”, gdzie służył do badania „sprzeczności ludzkiej natury”, przemocy i alienacji.
Krytyczny wydźwięk pracy wobec industrializacji sztuki koresponduje również z oświadczeniem artysty zawartym w katalogu biennale. Maciejczyk opisał swoje prace w następujący sposób „W dniu końca świata muchy lecą w stronę pysznego mięsa, na aukcji Sotheby's sprzedawane są obrazy nieznanego artysty. W dniu końca świata sztuka odzyskała swoją wartość, jakoś stała się ważniejsza niż imię”.

### Prezentacja prezydentom Polski i Węgier
W marcu 2024 roku, w ramach oficjalnych obchodów Dnia Przyjaźni Polsko-Węgierskiej, wystawę laureatów 2. Biennale „Via Carpatia” w Galerii IMO odwiedzili prezydent Polski Andrzej Duda oraz prezydent Węgier Tamás Sulyok. Podczas wizyty po ekspozycji oprowadzała kurator wystawy dr Agnieszka Tes,  prezentując prezydentom nagrodzone zestawy prac, w tym obraz „Czystość 2/3”.